# Caetshage
Caetshage was een kasteel in Culemborg, in de Nederlandse provincie Gelderland. Het kasteel lag tussen de huidige Rijksstraatweg en de Meerkade in, langs het riviertje de Meer.
Het oudste kasteel is waarschijnlijk in de 12e eeuw gebouwd op een motte, omgeven door een gracht. Vermoedelijk was dit kasteel van hout. Eind 13e eeuw is het vervangen door een bakstenen gebouw, omgeven door een bakstenen ringmuur. De motte is hierbij afgevlakt om meer ruimte voor bebouwing te creëren.
De naam van het kasteel verwijst naar de middeleeuwse eigenaren, de familie Caets (ook Kaets gespeld). De oudste vertegenwoordiger van deze familie is Hubert van Buren, die zich in 1257 Hubertus de Catze noemt. Hij heeft zijn nieuwe achternaam waarschijnlijk ontleend aan de stadswoning die de familie had aan het Utrechtse Jansveld, niet ver van de kaatsbaan op het Janskerkhof.
Gijsbert van Kaets (1290-1336?) versterkte met een huwelijk zijn band met de familie Van Beusichem. Hij was in 1318 mede-ondertekenaar van de stadsrechten die Jan van Beusichem aan Culemborg schonk. Gijsberts dochter Mabelia trouwde in 1336 met Allard IV van Buren, waarmee het kasteel en landgoed in bezit van de familie Van Buren kwamen.
In 1429 werd Caetshage door Willem van Buren verkocht omdat hij geld nodig had voor zijn oorlogen tegen Gelre. De nieuwe eigenaar Johan heer van Gemen verkocht het in 1438 aan de hertog van Gelre, die het in 1442 weer terugverkocht aan Johan, waarmee het een Gelders leen werd. Vervolgens wisselde Caetshage nog enkele malen van eigenaar, waaronder het klooster Mariënkroon (1514). Bij die laatste verkoop blijkt dat er van een kasteelgebouw al geen sprake meer was.
De laatste vermelding van het kasteel dateert uit 1438. Gerrit – de bastaardzoon van Hubert III van Culemborg – woonde toen in het kasteel en had enkele Utrechtse burgers gevangengezet op Caetshage.
In 1449 viel Gerrit de stad Culemborg aan om betalingen af te dwingen; waarschijnlijk is bij de tegenaanval vanuit Culemborg het kasteel Caetshage verwoest. Mogelijk zijn de stenen hergebruikt bij de bouw van de Sint Annakapel.

## Archeologisch onderzoek
In 2003 en 2004 hebben er opgravingen plaatsgevonden op het terrein vanwege de plannen voor de aanleg van een stadsboerderij. Tijdens de opgravingen zijn niet alleen de restanten van het kasteel aangetroffen, maar ook de resten van een gebouw op de voorhof van het kasteel. Tevens is een steenoven gevonden. Daarnaast zijn diverse vondsten gedaan van onder andere aardewerk, vooral uit de 12e en 13e eeuw. Opvallend is de vondst van tien crematiegraven uit de Romeinse tijd. Van de 1e tot de 3e eeuw heeft hier een grafveld gelegen dat zal hebben behoord tot een nabijgelegen nederzetting. In de graven zijn diverse grafgiften gevonden, zoals kruikjes, glaswerk, munten en fibulae.
Tegenwoordig ligt Caetshage in een parkje waarbij de locatie van het kasteeltje is aangegeven door  beplanting, een muurtje en de gedeeltelijk gereconstrueerde motte.
Aalst · Aardenburg · Acquoy · Aerdt · Agistaldaburg · Ahof · Aldenhaag · Aller · Ambe · Ammersoyen · Ampsen · Andelst · Angeroyen · Appelburg · Appelse walburg · Appeltern · Arler · Baak · Babberich · Baer · Baerle · Bakerbosch · Balgoij · Barlham · Batenburg · Beek · Beerenclaauw · Bemmel · Bevervoorde · Bergh · Biljoen · Bingerden · Blankenborg (Laren) · Blankenborg · Blauwe Huis · Blokhuis (Ravenswaaij) · Boelenham · Boetselaersborg · Borculo · Boswaai · Brakel · Den Brakel · Den Bramel · Bredevoort · Broekhuizen · Bronkhorst · Bruchem · Bruinhorst · Brunsberg · Bulkestein · Bunswaard · Burcht van Tiel · Buren · De Buurse · Byland · Byvanck · Caetshage · Camphuysen · De Cannenburch · de Cloese · Coldenhove · Culemborg · Dedinckweerd · Delwijnen · Didam · Diepenbroek · Hof te Dieren · Huis Dijck · Dikke Tinne · Doddendaal · Dodewaard · Doornenburg · Doornik · Doorwerth · Dooyenburg · Dorth · Doseburg · Drakenburg · Dreumel · Druten · Duivelshuis · Eerbeek · De Ehze · Elburg · Eldrik · Emmerik · Engelenburg · Groot Engelenburg · Engelrode · Enghuizen · Enspijk · De Essenburgh · Essenpas · Est · Fokkinck · Gameren · Geerestein · Geldermalsen · De Gelderse Toren · Geldersweerd · Gellicum · Gendt · Gennepestein · Glindhorst · Goudenstein · ‘s-Grevenhoef · Groot Hell · Groenlo · Groesbeek · Huis te Groesbeek · Grunsfoort · Gulden Spijker · Hackfort · Hackforts Veenhuis · Hagen · Hagevoort · Hamerden · Hanepol · Harreveld · Harslo · Hassink · Het Haveke · Hedel · Heeckeren · De Heegh · Hees · De Heest · Hellouw · Hemmen · Hernen · Motte van Hernen · Heumen · Heusden · Hoekelum · Hoekenburg · De Hoeve · De Hof · Hof d'Ooy · Hof van Arkel · Huis het Holt · Holthuis · Het Holtslag · Ter Horst · Houberg · St. Hubertus · Huissen · Hulhuizen · Hulkestein · Hulsen · Hunneschans bij De Duno · Hunneschans bij Uddel · Jonker Bloo · 't Joppe · De Kamp · Karssenberg · Kemnade · Keppel · Kermestein · Kernhem · Kervel · Kiefskamp · De Kinkelenburg · Klein Enghuizen · Kleverburg · Kortenhoeve · Laag Helbergen · Lakenburg · Landfort · Langen · Latenstein · De Lathmer · Lathum · Ter Lede · Leegpoel · Leemcuyl · Leeuwen · Leeuwenbergh · Lensenburg · Lent · Leur · Leuvenum · Leyenburg · Lichtenvoorde · Lievenstein · Loenen · Loevestein · Loil · Loowaard · Luynhorst · Hof te Maasbommel · Magerhorst · Malburgen · Malderburcht · Malsen · Manhorst · Marhulsen · De Marsch · Marveld · Mathena · Maurik · Medel · Medestein · 't Medler · Meinerswijk · De Mellard · Mensink · Mergelp · Meteren · 't Meyerink · Middachten · Millingen · Mussenberg · Nagelhorst · Nederhagen · Nederhemert · Neerijnen · Huis Neerijnen · De Nesch · Nettelhorst · Nieuwe Blokhuis ·  Nijburg · Nijenbeek · Old Putten · Notenstein · Nye Huis · Olde Spijker · Oldenaller · Oldenhof (Driel) · Oldenhof (Heteren) · De Ooij · Oolde · Oud Oolde · Oosterhout · Ophemert · Opijnen · Oud Ampsen · Oude Blokhuis · Het Oude Loo · Oude Voorst · Oudenborch · Oud-Wisch · Huis te Overasselt · Overeng · Overhagen · Overlaar · 't Oye · Palmestein · De Parck · Persingen · Plekenpol · Ploen · Pluimenburg · Poederoijen · Poelwijck · Poelwijk · De Pol (Dreumel) · Huis de Poll (Huis te Gietelo) · De Poll (Huissen) · Pollenbering · Pollenstein · Puttenstein · Het Raasink · Ravenhorst · De Rees · Ressen · Reuversweerd · Reygersfoort · Rhijnestein · Huis Rijswijk · Rode Toren · Roode Wald · Rosande · Rosendael · Rossum · Rumpt · Ruurlo · Rijsselt · Schadewijk · Schaffelaar · Scherpenzeel · Schoonbroek · Schoonderbeek · Schoonenburg · Schuilenburg · Schuilkerke · Hof te Seelbeek · Sevenaer I · Sevenaer II · Sinderen (Oude IJsselstreek) · Sinderen (Voorst) · Slangenburg · Sleeburg · Slimsijp · De Snor · Soelen · Spaansweerd · Spaldorp · Spijk · Staverden · Sterkenburg · Swanepol · Tarthorst · Teisterbant (Kerk-Avezaath) · Teisterbant (Kerkdriel) · Ter Dicke · Tolhuis · Tolhuis (Tiel) · Tollenburg · Tongerlo · Toren van Wely · Tuil · Ubbergen · Uilenburg (Ewijk) · Uilenburg (Heteren) · Ulenpas · Ulft · Upladen · Valburg · Valkhofburcht · Valkhofpalts · Vanenburg · Varik · Hof te Varsseveld · 't Velde · Velhorst · Verwolde · Vierakker · De Voorst · Voorstonden · Vorden · Vosbergen · Vredenburg · Vredestein (Driel) · Vredestein (Ravenswaaij) · Vuren · Waardenburg · Waddestein · Wadenoijen · Waede · Wageningen · Walfort · 't Waliën · De Wardt · Watergoor · Watermeerwijk · Wayenstein (Huis te Herwijnen) · Well (Huis van Malsen) · Weijenrade · Westenburg · Westerholt · Weurt · De Wiersse · Wijenburg (Echteld) · De Wildenborch · De Wildt · Wilp · Wilperhorst · Winssen · Wisch · Wychen · Wolfswaard · Woolbeek · Yrst · IJzendoorn · Zeeland · Zilveren Spijker · Zuilichem · Zwaluwenburg · Zwanenburg (Heerde) · Zwanenburg (Megchelen)